# Катріна Мак-Клейн
Катріна Мак-Клейн (англ. Katrina McClain, 19 вересня 1965) — американська баскетболістка.
Олімпійська чемпіонка 1988, 1996 років. Бронзова призерка Олімпійських ігор 1992 року.
Переможниця Панамериканських ігор 1987 року, бронзова призерка 1991 року.
Чемпіонка світу 1986, 1990 років, бронзова призерка 1994 року.
Переможниця літньої універсіади 1985 року.